# Ébredj fel!
Az Ébredj fel! Fekete Dávid 2010-ben megjelent albuma.

## Dalok az albumon
- Ébredj fel!

(zene: Fazekas T. Dániel/Grósz Artúr Valentin, szöveg: Fekete Dávid)
- Angyallány

(zene és szöveg: Fazekas T. Dániel)
- Minden szép

(zene és szöveg: Fazekas T. Dániel, Szémann Balázs)
- Álmodom

(zene és szöveg: Fazekas T. Dániel/Grósz Artúr Valentin)
- Ez a dal

(zene: Grósz Artúr Valentin, szöveg: Fekete Dávid)
- Emlék

(zene és szöveg: Fazekas T. Dániel, Szémann Balázs)
- Járok egy úton

(zene: Fazekas T. Dániel/Grósz Artúr Valentin, szöveg: Fekete Dávid)
- Sodor az élet

(zene: Fazekas T. Dániel/Grósz Artúr Valentin, szöveg: Fekete Dávid)
- Itt a nagy nap

(zene: Fazekas T. Dániel szöveg: Fazekas T. Dániel/Fekete Dávid)
- Járok egy úton

(szimfonikus verzió)
- Egy nap (Cserpes Laura - Fekete Dávid duett)

(zene: Rakonczai Viktor/Rácz Gergő, szöveg: Major Eszter

## Közreműködők
- Fekete Dávid - ének
- Grósz Artúr Valentin - billentyűs hangszerek
- Vernyik Szilárd - gitár
- Varga Róbert - basszusgitár
- Mátyás Péter - dob
- Jász András - szaxofon

- Vokál: Bencsik Tamara, Veszprémi Annamária, Fazekas T. Dániel
- Zenei rendező: Fazekas T. Dániel és Grósz Artúr Valentin
- Mix és mastering: Studio77
- Hangmérnök: Fazekas T. Dániel

A felvételek a Studio77-ben készültek 2010-ben.